# Theritas harrietta
Theritas harrietta is een vlinder uit de familie van de Lycaenidae. De wetenschappelijke naam van de soort is voor het eerst geldig gepubliceerd in 1901 door Weeks. De soort komt voor in Bolivia.